# Ronald Brautigam
Ronald Brautigam (narozen 1954) je nizozemský koncertní pianista, nejlépe známý svou interpretací Beethovenových klavírních děl na fortepiano.
Jeho dovednosti jako klavíristy byly uznány nizozemskými hudebníky a v roce 1984 mu byla udělena Nederlandse Muziekprijs. V roce 2015 jeho nahrávky Beethovenových děl získaly Edisonovu cenu a každoroční Cenu německých hudebních kritiků za nahrávku.
Brautigam žije v Amsterdamu se svou ženou Mary. Od září 2011 je profesorem na Hudební univerzitě Basilejské hudební akademie.

## Nahrávky
- Joseph Haydn: kompletní dílo pro sólový klavír, nahráno pro Bis Records
- Wolfgang Amadeus Mozart: kompletní dílo pro sólový klavír, nahráno pro Bis Records
- Ludwig van Beethoven: kompletní dílo pro sólový klavír, nahráno pro Bis Records
- Felix Mendelssohn-Bartholdy: klavírní koncerty, nahráno pro Bis Records
- Sergej Prokofjev, Franz Schubert, Henri Dutilleux, André Jolivet: díla pro flétnu a klavír (se Sharon Bezaly), nahráno pro Bis Records.
- Max Reger: díla pro violu (s Nobuko Imai), nahráno pro Bis Records.
- Edvard Grieg, Edward Elgar, Jean Sibelius: hudba pro housle a klavír (s Isabelle van Keulen), nahráno pro Challenge
- Dmitrij Šostakovič: Klavírní koncert č. 1, Op. 35 (s Peterem Masseursem a Royal Concertgebouw Orchestra, řídí Riccardo Chailly), nahráno pro London Classics.